# Sułtanat Jailolo
Sułtanat Jailolo (indonez. Kesultanan Jailolo) – państwo historyczne na terenie dzisiejszej Indonezji, położone w północnej części archipelagu Moluków (dzisiejsza prowincja Moluki Północne). Było skoncentrowane na zachodniej części Halmahery. Państwo Jailolo było jednym z czterech historycznych królestw muzułmańskich w regionie, obok Ternate, Tidore i Bacanu.
Współcześnie sułtanat ma charakter symboliczny i nie funkcjonuje jako samodzielny byt polityczny.